# Пугино (деревня, Тверская область)
Пугино (карел. Puugina) — опустевшая деревня в Вышневолоцком городском округе Тверской области.

## География
Находится в центральной части Тверской области на расстоянии приблизительно 35 км по прямой на восток от города Вышний Волочёк.

## История
Была отмечена как Пугина еще на карте 1825 года. В 1859 году здесь (деревня Вышневолоцкого уезда) было учтено 4 двора. До 2019 года входила в состав ныне упразднённого Овсищенского сельского поселения Вышневолоцкого муниципального района.

## Население
Численность населения составляла 47 человек (1859 год), 0 как в 2002 году, так и в 2010.